# 二氟一氯甲烷
二氟一氯甲烷，别名氟利昂-22、R-22，分子式CHClF2。

## 性质
无色近乎无臭气体。不可燃。微溶于水。

## 制备
由三氯甲烷和氟化氢在五氯化锑催化下反应而得。
{\displaystyle \ CHCl_{3}+2HF\ {\xrightarrow[{30\!-\!80^{o}C,\ 392.25\!-\!588.39kPa}]{SbCl_{5}}}\ CHClF_{2}+2HCl}

## 用途
用作致冷剂、聚四氟乙烯树脂原料和灭火剂等。但由於會破壞臭氧層，近年來已逐漸由其他化學物質所取代。

## 淘汰

### 歐盟
自2010年1月1日起，使用新製造的氫氯氟烴（HCFCs）來維修冷凍及空調設備已經違法；只能使用回收及再利用的HCFCs。實務上，這代表在維修前必須先將氣體從設備中抽出，維修後再重新灌入，而不能直接加注新的氣體。
自2015年1月1日起，使用任何HCFCs來維修冷凍及空調設備全面違法；使用HCFC冷媒的損壞設備必須更換成不使用HCFC冷媒的新設備。

### 美國
R-22在美國大部分的新設備中，已經透過美國環保署（EPA）根據「重要新替代物計畫」（SNAP）中的第20與第21條規定逐步淘汰，主要是因為其具有高全球暖化潛勢。該計畫與《蒙特婁議定書》相一致，但國際協議必須經過美國參議院批准才能具有法律效力。美國哥倫比亞特區巡迴上訴法院在2017年的一項裁決認定EPA缺乏依據SNAP規範R-22使用的權限。本質上，該法院裁定EPA的法定權限是針對臭氧層減少，而非全球暖化問題。隨後，EPA發布指導方針，表示將不再對R-22進行管制。2018年，同一法院的裁決認定EPA在根據2017年裁決發布該指導方針時，未遵守必要程序，導致該指導方針失效，但不影響先前要求發布指導方針的2017年裁決。製冷與空調產業早已停止生產新的R-22設備。這些裁決的實際影響是降低了進口R-22以維護舊有設備的成本，延長其使用壽命，同時禁止在新設備中使用R-22。